# Agapetes viridiflora
Agapetes viridiflora là một loài thực vật có hoa trong họ Thạch nam. Loài này được (Schltr.) Sleumer mô tả khoa học đầu tiên năm 1939.